# Modeillustration

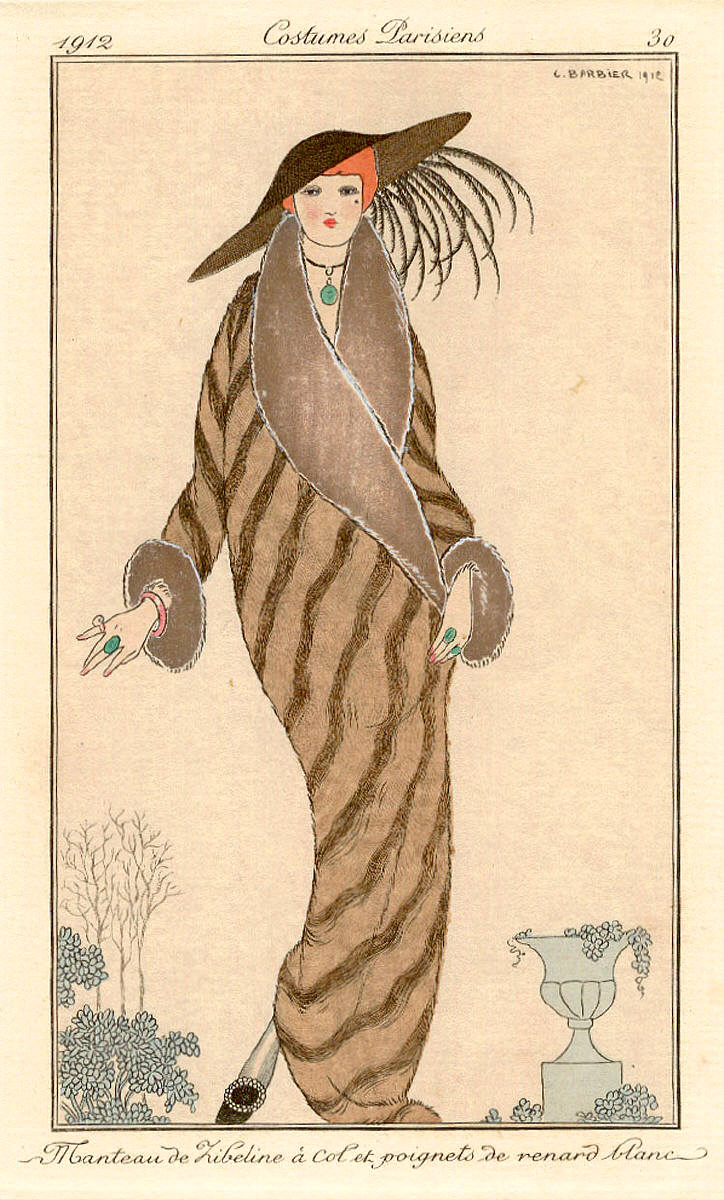
Modeillustration von George Barbier in: Journal des Dames et des Modes, 1912

Als Modeillustration (v. lateinisch modus ‚Art‘ und illustrare ‚erleuchten, erklären, preisen‘) werden sowohl die technische als auch die künstlerische Darstellung von zeitgenössischer und historischer Kleidung bezeichnet.

## Definition
Die Modeillustration unterscheidet sich insofern von der Modefotografie, als künstlerische Gestaltungstechniken wie Zeichnung, Malerei, Collage usw. angewandt werden. Seit der Jahrtausendwende setzen Illustratoren mehr und mehr den Computer ein, er findet sich heute gleichberechtigt neben den klassischen Illustrationstechniken.
Modedesigner und Schneider skizzieren ihre Entwürfe oftmals über eine Illustration, denn sie ermöglicht eine zeitsparende und zugleich ausdrucksstarke Visualisierung einer Idee.
Künstler und Illustratoren fertigen außerdem Modeillustrationen von ausgearbeiteten Entwürfen an, sie orientieren sich dazu am Modell.
Diese künstlerische Form der Modeillustration hat sich seit Beginn des 20. Jahrhunderts zu einer Alternative zur Fotografie entwickelt.

## Bekannte Modeillustratoren

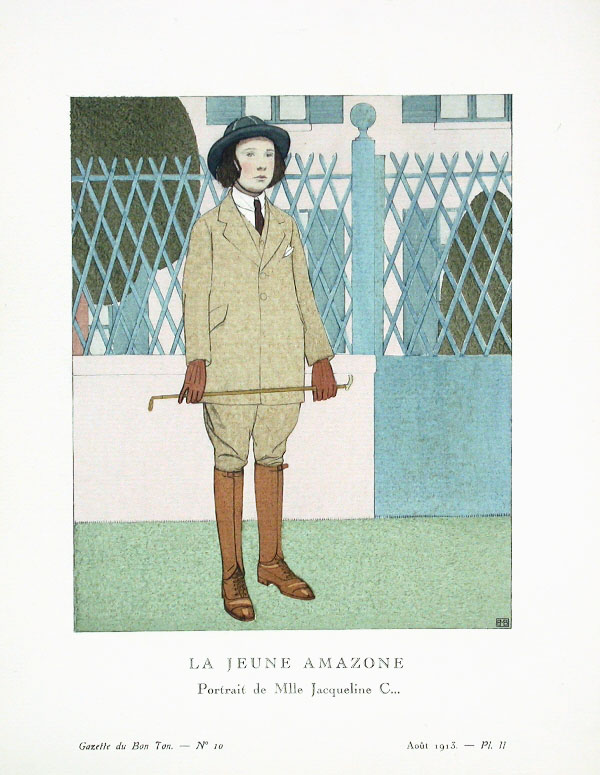
Modeillustration von Bernard Boutet de Monvel in: La Gazette du bon ton, 1913

J.C. Leyendecker (1874–1951), André Édouard Marty (1882–1974), Sonia Delaunay (1885–1979), Mela Köhler (1885–1960), Valentine Gross (1887–1986), Georges Lepape (1887–1971), Erté (1892–1990), Pierre Mourgue, Paul Iribe (1883–1935), Lieselotte Friedlaender (1898–1973), Christian Bérard (1902–1949), Cecil Beaton (1904–1980), Ruth Grafstrom (1905–1986), René Gruau (1909–2004), Irwin Crosthwait (1914–1981), Lila De Nobili (1916–2002), Elena Saets  (* 1978).